# North Ryde
North Ryde ist ein Vorort von Sydney in Australien, 15 km nordwestlich des Stadtzentrums von Sydney. Er gehört zur Local Government Area Ryde City und ist Teil der nördlichen Vororte von Sydney.
Der Vorort ist einer der wichtigsten Wirtschaftsstandorte Australiens und beherbergt vor allem Computerfirmen, wie Microsoft, Hewlett-Packard und Sun Microsystems. Ebenfalls dort angesiedelt hat sich die Macquarie University und so wohnen viele Studenten und Wissenschaftler der Universität in North Ryde.
Wie die Vororte East Ryde und Macquarie Park besitzt auch North Ryde die Postleitzahl 2113. Diese beiden Vororte waren früher Teil von North Ryde und viele Geschäfts- und Privatleute dort geben auch heute noch als Adresse North Ryde an. Die angrenzende Macquarie-Universität erhielt Ende der 1980er-Jahre die Postleitzahl 2109.

## Geschichte
Erstmals wird der Namen North Ryde bei der Umbenennung der ersten öffentlichen Schule, der am 25. Januar 1876 gegründeten City View Public School, in North Ryde Public School im Jahre 1877 erwähnt. North Ryde war eine Erweiterung des Nachbarortes Ryde, der nach dem Ryde Store von G. M. Pope benannt war. Er übernahm den Namen seiner Geburtsstadt Ryde auf der Isle of Wight in Großbritannien für sein Geschäft. Der Name Ryde wurde seit den 1840er-Jahren benutzt und wurde 1870 für die LGA übernommen.

### Kultur der Ureinwohner
Das gesamte Gebiet zwischen dem Parramatta River und dem Lane Cove River wurde ursprünglich mit dem Aborigines-Namen Wallumatta bezeichnet. Heute trägt nur noch ein Park, die Wallumatta Nature Reserve an der Ecke Twin Road und Cressy Road, diesen Namen. Der Park ist das letzte Überbleibsel der ursprünglichen und heute bedrohten Terpentinkiefern- und Ironbark-Eukalyptuswälder auf Wianamatta-Group-Boden in Sydney (heute noch 0,5 % des ursprünglichen Bestandes, Stand 2007).

### Europäische Besiedlung
Ryde ist die drittälteste europäische Siedlung in Australien nach Sydney und Parramatta. Was die Aborigines als Wallumatta bezeichneten, hieß bei den europäischen Siedlern anfangs Field of Mars und dann The Eastern Farms. North Ryde wurde Mitte des 19. Jahrhunderts – obwohl dicht mit Wald bewachsen – als Farmland anschließend an das schon bezeichnete Gebiet von Ryde etabliert. Das Gebiet des Field of Mars galt als gefährlich, da sich dort entflohene Sträflinge und Strauchdiebe herumtrieben.

### Coxs Road
Die Hauptstraße von North Ryde ist die Coxs Road, die ursprünglich mit Sandstein gepflastert war, um leichter Waren von der Anlegestelle am Lane Cove River auf den Hügel hinauf zu transportieren. Bis vor kurzem schrieb man den Straßennamen Cox’s Road (mit Apostroph). Das erste Postamt von North Ryde an der Lane Cove Road wurde 1885 eröffnet und 1908 an die Coxs Road verlegt. Seither ist es mindestens sechs Mal innerhalb des Ladendistrikts an der Coxs Road umgezogen. Die North Ryde School of Arts an Literaty Institute, die 1901 auf von William Cox aus Pomona gestiftetem Land erbaut wurde, wurde zum Schauplatz des jährlichen Balls, von Gemeindeversammlungen, Festen, Kunstausstellungen, Tanz- und Kulturveranstaltungen. 1907 entstanden Anbauten für die Bücherei. 1980 wurde das alte Gebäude abgerissen und ein neues Gemeindezentrum mit Kunstschule und Bibliothek wurde errichtet.
Thomson’s Shop (1904) in der Coxs Road war lange Zeit der Gemischtwarenladen und die Poststelle des Ortes. Neben dem alten Schulhaus ist er das einzige Gebäude, das aus dieser Zeit übriggeblieben ist. In den 1920er-Jahren wurden drei Gaslaternen in der Coxs Road installiert. Eine, vor dem Schulhaus, wurde restauriert. Das Einkaufszentrum an der Coxs Road wurde um 1990 durch einen ungeklärten Brand vernichtet und so entstand ein neues Einkaufszentrum mit verbesserten Einrichtungen.

### Motorradrennstrecken
1928 baute der Chatswood Motorcycle Club eine Rennstrecke, die heute die Commandment Rock Picnic Area im Lane Cove Nationalpark ist. Diese Rennstrecke in North Ryde war eine frühe Version eines Speedway. Die ersten Wettbewerbe fanden im Mai und Oktober 1928 statt. Auf der Oktober-Veranstaltung zählte man 7000 Zuschauer. Die Commandment-Rock-Strecke wurde geschlossen und der North Ryde Speedway gegenüber der heutigen Kunstschule gebaut, der heute Teil des Golfplatzes (damals: Cox’s Paddock) ist. Der Rennkurs lag in einer Art natürlichem Amphitheater, was den Zuschauern einen fantastischen Blick auf die Wettbewerbe ermöglichte. Eine typische Rennveranstaltung bestand aus 30 Rennen über 10 Runden. Die Strecke wurde um 1935 geschlossen, als der Golfplatz gebaut wurde und der Chatswood Motorcycle Club mit dem Willoughby Motor Cycle Club fusionierte.

### Nachkriegszeit
North Ryde blieb bis nach dem Zweiten Weltkrieg eine ländliche Gemeinde. Dann kaufte der Staat große Teile des Landes auf und unterteilte es in kleinere Parzellen für Miets- und Privathäuser. Im Laufe der stürmischen Entwicklung von North Ryde in den 1950er- und 1960er-Jahren wurden viele ältere Gebäude abgerissen.
Auf der Südseite der Blenheim Road wurde eine Unterkunft für Einwanderer gebaut. Im Zweiten Weltkrieg war der 3rd Australian Ordnance Army Vehicle Park (begrenzt durch die Epping Road, die Coxs Road und die Blenheim Road) in North Ryde. Die Bewohner hatten Obst- und Gemüsegärten und Geflügel. Eine Schweinefarm an der Wicks Road wurde bis Ende der 1960er-Jahre betrieben. Das House of David an der Lane Cove Road bot viele Jahre einen Gemischtwarenladen, Picknick- und Tennisplätze, eine Miniaturbahn und einen kleinen Zoo. Später kam ein VW-Händler dazu. Ein kleines VW-Montagewerk lag hinter dem House of David an der Waterloo Road, bis es nach Mexiko verlegt wurde. 1956 wurde das North Ryde Skyline Drive-in Theatre an der südlichen Ecke der Waterloo Road und der Lane Cove Road  eröffnet, gleich anschließend an die neu gebaute North Ryde High School. Es wurde bis Mitte der 1970er-Jahre betrieben.

## Wirtschaft
North Ryde hat viele Handels- und Industriebetriebe. Das Einkaufszentrum an der Coxs Road bietet einen Supermarkt, ein Postamt und viele Ladengeschäfte. Die öffentlichen Schulen, das Gemeindezentrum, die Bibliothek und die School of Arts liegen alle in der Nähe. Gegenüber liegt ein weiteres Zentrum mit einigen Cafés und Lebensmittelgeschäften. Auch an der Blenheim Road finden sich etliche Ladengeschäfte, z. B. die Adwill Place Arcade.
Mitte der 1960er-Jahre wurde das Industriegebiet von North Ryde zusammen mit der Macquarie-Universität angelegt, die mit der Stanford University in der Nähe von San Francisco verbunden ist. Die Ansiedlungen wurden ursprünglich auf wissenschaftsbasierte Leichtindustrie beschränkt. Das Gebiet ist seit den 1960er-Jahren stark gewachsen, wobei die Teilgebiete Macquarie Park und Riverside Corporate Park heute als führende High-Tech-Industriegebiete Australiens gelten, die wichtige Unternehmen der Informationstechnologie, der Kommunikationselektronik, der Informatik und der Medizin- und Pharmazeutikindustrie anziehen.
Im Nachbarvorort Macquarie Park, der heute noch als Teil von North Ryde betrachtet wird, sind das Macquarie Center, ein regionales Einkaufszentrum, die Macquarie-Universität, der Radiosender ARN (WSFM und The Edge 96.1 Studios), Sony, Foxtel TV, Optus, CA, Rexel Group Australia und viele andere Firmen angesiedelt.

## Schulen

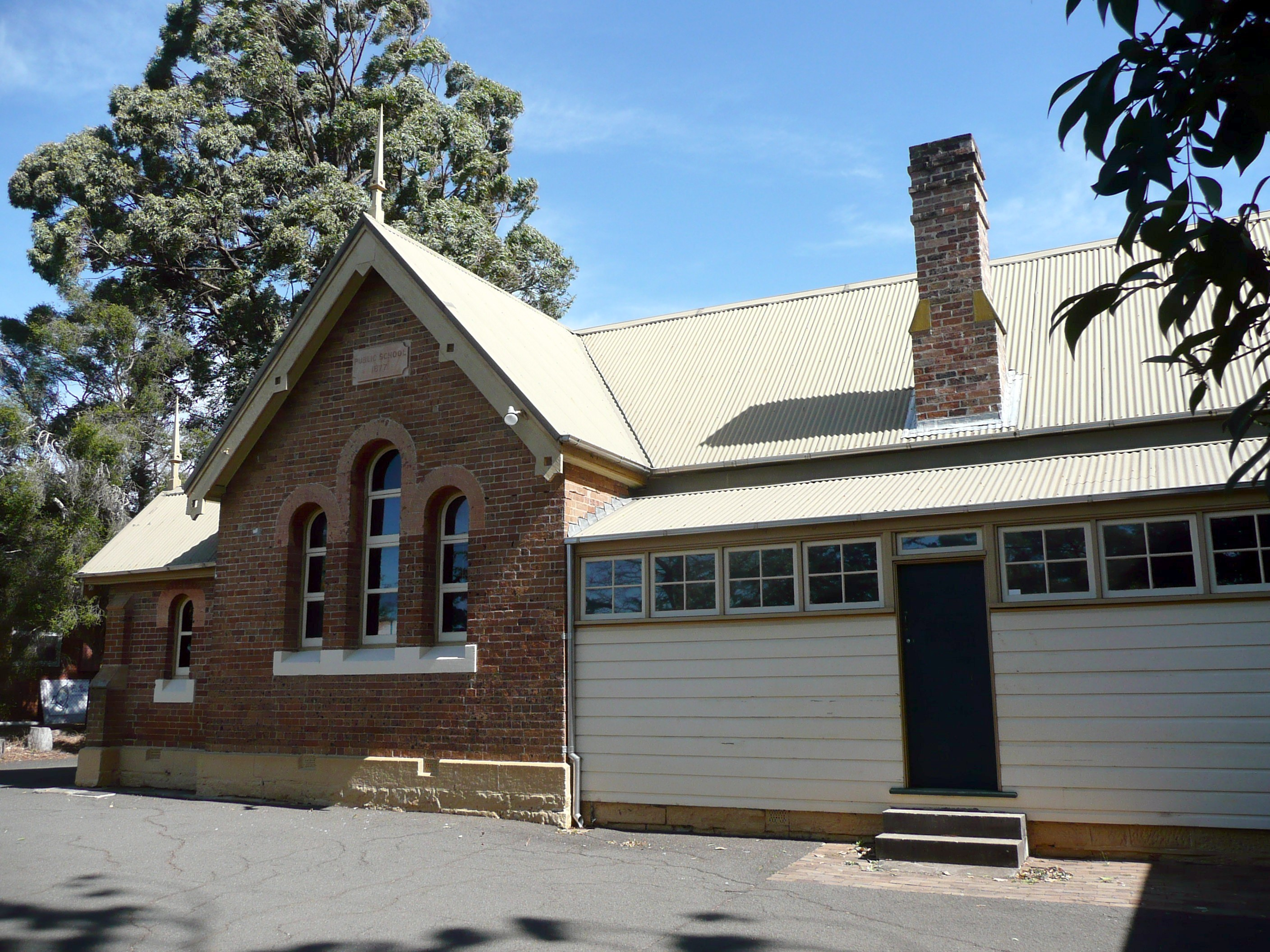
North Ryde Public School in der Coxs Road

Die erste öffentliche Schule in dieser Gegend, die City View Public School eröffnete am 25. Januar 1876, wurde aber bereits 1877 ins North Ryde Public School umbenannt. Dort tauchte auch zum ersten Mal der Name North Ryde auf. Ursprünglich hieß die Schule City View, da die Innenstadt von Sydney vom Dach aus zu sehen war. Das erste Schulgebäude in der Coxs Road war ein Ziegel- und Sandsteinbau, in dem heute das NSW Schoolhouse Museum of Public Education untergebracht ist. Es ist eines der ältesten Schulgebäude in New South Wales.
Eine zweite Grundschule, die Truscott Street Public School, wurde am 21. Mai 1958 eröffnet. Seit 1988 ist dort auch eine Förderschule eingebunden.
Eine große, moderne, weiterführende Schule, die North Ryde High School entstand auf einem Grundstück zwischen der Epping Road und der Waterloo Road und wurde im Januar 1962 eröffnet. Später wurde sie in Peter Board High School umbenannt, wodurch nach Meinung vieler Anrainer der lokale Bezug verloren ging. Im Dezember 1998 wurde die Schule wegen Mangels an Schülern geschlossen. So hat North Ryde heute keine weiterführende Schule mehr; die nächste derartige Einrichtung ist das Ryde Secondary College in Ryde.
Eine katholische Schule, die Holy Spirit Primary School, liegt in der Coxs Road etwas weiter unten als die North Ryde Public School auf der anderen Straßenseite. Die Ryde East Primary School liegt an der Twin Road und hat 350 Schüler.
Die Arndell Special School, eine Förderschule, liegt in der Badajoz Road auf dem Campus des Macquarie Hospital.

## Krankenhäuser

### Macquarie Hospital
Das Macquarie Hospital liegt auf einem Grundstück an der Coxs Road, Wicks Road, Twin Road und Badajoz Road. Anfangs wurde es North Ryde Mental Asylum genannt, später North Ryde Psychiatric Centre, Gladesville-Macquarie Hospital (nach der Zusammenlegung mit dem Irrenhaus in Gladesville) und schließlich nach dessen Schließung einfach Macquarie Hospital. Es ist ein wichtiges Psychiatrisches Landeskrankenhaus mit 195 Betten, das stationäre und ambulante Behandlung geistig verwirrter oder geisteskranker Erwachsener aus dem Gebiet um Sydney bietet. Das Krankenhaus arbeitet mit verschiedenen anderen Landeskrankenhäusern und speziellen Privatorganisationen zusammen und bedient eine Bevölkerung von ungefähr 1,11 Mio. Menschen.
Im Macquarie Hospital gibt es keine Notaufnahme. Die nächste Notaufnahme ist im Ryde Hospital und im Royal North Shore Hospital.

### Macquarie University Hospital
Das Macquarie University Hospital ist ein privates Spezialkrankenhaus, das am 15. Juni 2010 auf dem Campus der Macquarie University in Macquarie Park eröffnet wurde. Es ist nun das wichtigste Lehrkrankenhaus, das mit der Australian School of Advanced Medicine in der Universität verbunden ist. Das Krankenhaus bietet einige der fortschrittlichsten medizinischen Einrichtungen in Australien, wie z. B. das erste Gamma-Knife in Australien.
Auch im Macquarie University Hospital gibt es keine Notaufnahme.

## Verkehr
Der Hills Motorway M2 führt durch North Ryde und dann weiter durch den Lane Cove Tunnel, zum Gove Hill / Warringah Freeway und der Sydney Harbour Bridge zum Stadtzentrum von Sydney. Die Lane Cove Road (Metroad 3) durchzieht North Ryde von Nord nach Süd und schafft die Verbindung zwischen den nördlichen Vororten nach Homebush zum Olympiapark. Die Epping Road führt von Westen nach Osten über die ‚’Lane Cove River Bridge’’ und verbindet Ryde City mit der Lane Cove Municipality. Nach North Ryde führen etliche öffentliche Busrouten, Nr. 285–297, 506 und 534–535, die den Vorort kreuz und quer durchziehen. Es gibt auch private Busrouten, z. B. auch zum Flughafen.
Der unterirdische Bahnhof von North Ryde liegt an der Eisenbahnlinie Epping–Chatswood und wurde 2009 eröffnet. Er liegt in der Nähe der Kreuzung der Epping Road mit der Delhi Road, gleich am Hills Motorway M2. In der Zeit der Dampflokomotiven gab es den Vorschlag, einen Bahnhof ein der Nähe der Kreuzung der Coxs Road mit der Wicks Road zu bauen, aber die Eisenbahnstrecke Epping–st. Leonhards wurde nie gebaut.
Die Kreuzung der Epping Road mit der Pittwater Road sollte einst ein wichtiger Knotenpunkt des Sydney’s Missing Roads-Projekt werden, aber die Aufgabe der Baupläne des North Western Expressway und des Lane Cove Valley Expressway Ende der 1970er-Jahre beendete auch diese Pläne. Es gab auch einen Vorschlag zum Bau der Eastwood County Road (auch Route Silverwater–North Ryde oder Straße Erminton–Epping), aber auch dieser wurde nicht realisiert. Eine Schneise dafür wird aber bis heute freigehalten.
Die Kreuzung der Epping Road mit der Lane Cove Road sollte eigentlich Australiens erste Kleeblattkreuzung werden. An allen vier Ecken der Kreuzung wurden Grundstücke für die Straßenverbindungen aufgekauft. Doch mit dem Bau der Überführung der Epping Road ließ man die Kleeblattlösung fallen und es gibt heute noch eine ampelgeregelte Kreuzung unter der Überführung. Das aufgekaufte Land wurde anderweitig verwendet; auf einem Teil wurde ein medizinisches Zentrum errichtet, auf einem anderen ein Bürohaus. Diese Stelle ist nun einer der meistverstopften des Straßensystems von Sydney.

## Parks und Grünflächen
North Ryde hat viele schöne Parks und Grünflächen, z. B. den North Ryde Common, den angrenzenden Lane Cove National Park und die Field of Mars Reserve, sowie Zugang zum Great North Walk und zum Lane Cove River. An Letzterem lagen einst die bekannten Picknickplätzen von Fairyland, als noch ganze Bootsladungen von Ausflüglern den Fluss von Sydney herauf kamen, um an den regelmäßigen Tanzveranstaltungen an den Samstagen teilzunehmen. Heute ist Fairyland fast ganz zugewachsen.
Der North Ryde Park wurde 2009 grundlegend renoviert. Er erhielt komplett ausgerüstete Picknickplätze und einen neuen Spielplatz.
Der Blenheim Park hat eine Freilaufzone für Hunde.

## Sport und Erholung
- Das Macquarie University Theatre bietet im Winter klassische Konzerte und andere Vorstellungen. Hierzu lädt jeweils der Vizekanzler der Universität ein.
- Der North Ryde Golf Club – Ende der 1920er-Jahre eine Motorradrennstrecke – betreibt einen Par-69-Golfplatz
- North Ryde RSL Community Club
- Jedes Jahr finden Konzerte am Australia Day und Carols by Candlelight an Weihnachten im North Ryde Common statt, der an das Macquarie Hospital anschließt. Das Gelände ist nun offen, nachdem die Zäune und Tore entfernt und das Grundstück für 99 Jahre an die Stadt Ryde City verpachtet wurde.

## Wahlbezirke
North Ryde gehört bei Wahlen für das Parlament von New South Wales zu den Wahlbezirken Lane Cove und Ryde und bei den Wahlen für das Bundesparlament zum Wahlbezirk Bennelong.